# Web3
Ne doit pas être confondu avec le Web sémantique, parfois qualifié de Web 3.0, ou avec HTTP/3, la troisième version du principal protocole du World Wide Web

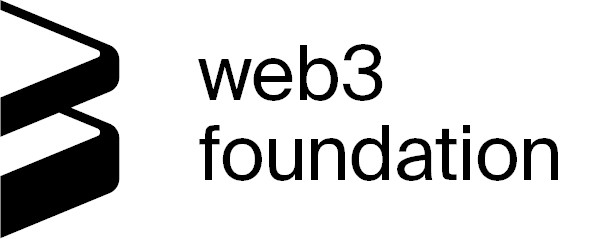
Logo de la Web3 Foundation.

Le Web3 ou Web 3.0 est un terme utilisé pour désigner l'idée d'un web décentralisé exploitant la technologie des chaînes de blocs (blockchain), se voulant ainsi l'un des successeurs possibles du Web 2.0 (terme utilisé pour désigner le web « social » et interactif).
Bien qu'impliquant une critique du Web 2.0 pour sa centralisation des données des utilisateurs et de l'oligopole des plateformes, le Web3 embryonnaire tel qu'il existe en 2022 n'est pas à l'abri de la centralisation et concentration par quelques acteurs et milliardaires en nouvelles oligopoles, comme on l'a constaté avec le projet de métavers de Facebook devenu Meta, projets qui pourrait aussi être très consommateurs de ressources énergétiques et minérales, tant pour la blockchain que pour l'intelligence artificielle nécessaire au dispositif.

## Origines
L'acception du Web3 diffère du concept de 1999 de Tim Berners-Lee pour un web sémantique décrit en 2006, par Berners-Lee comme un composant du Web 3.0, qui est différent du terme Web3 dans le contexte des crypto-monnaies.
En 2014, le terme « Web3 » est utilisé par le fondateur de Polkadot et le cofondateur d'Ethereum, Gavin Wood, comme « écosystème en ligne décentralisé basé sur la blockchain »,.
En 2021, l'idée d'un Web3 gagne en popularité, en particulier vers la fin de 2021, en grande partie en raison de l'intérêt des enthousiastes de crypto-monnaies et de grands investisseurs,. En octobre, des dirigeants de la société de capital risque Andreessen Horowitz vont voir le gouvernement américain pour faire pression en faveur du Web3 comme solution potentielle à certaines questions sur la réglementation du Web.
Certains auteurs faisant référence au concept de décentralisation du Web emploient également le terme de « Web3 », ou encore plus couramment de « Web 3.0 ».

## Concept
Les définitions du Web3 diffèrent. Ce terme a été décrit par Bloomberg[Qui ?] comme « flou », mais elles tournent autour de l'idée de décentralisation et intègrent généralement des technologies de blockchain, telles que diverses crypto-monnaies ou jetons non fongibles (NFT), et possiblement de jumeau numérique, possiblement intégré dans une « quatrième révolution industrielle ».
Bloomberg décrit le Web3 comme une idée qui « construirait des actifs financiers sous forme de jetons dans le fonctionnement interne de presque toute activité sur Internet ». La création de ces jetons aurait, outre un aspect décentralisé, un intérêt spéculatif pour certaines sociétés, en leur permettant de créer un mécanisme d'incitation et d'alignement d'intérêts entre elles et leurs clients. Ce mécanisme se base sur le concept d'organisations autonomes décentralisées (DAOs).
La finance décentralisée (DeFi) est un autre concept clé, où les utilisateurs échangent de l'argent virtuel sans intervention bancaire ou gouvernementale.
Le métavers se concentrerait sur l'expérience immersive et interactive, alors que le Web3 se concentrerait sur la décentralisation et la preuve de propriété des données (par des NFT par exemple). L’application des NFT n’est pas seulement limitée à la preuve de propriété matérielle (elle inclut la propriété intellectuelle et la propriété de brevets)
L'identité numérique auto-souveraine permet aux utilisateurs de s'identifier sans s'appuyer sur un système d'authentification tel qu'OAuth, où une autorité de confiance doit être contactée. Des spécialistes pensent que le Web3 fonctionnerait probablement en tandem avec les sites Web 2.0, et que ceux-ci intégreront certaines technologies du Web3 pour améliorer leurs services.

## Réception
Les spécialistes et journalistes ont souvent décrit le Web3 comme une solution potentielle aux préoccupations de plus en plus présentes au regard de la centralisation excessive de Web aux mains de quelques grandes entreprises,. Certains pensent que le Web3 pourrait améliorer la sécurité et la confidentialité des données au-delà de ce qui est actuellement possible avec les plateformes Web 2.0. Bloomberg déclare que ceux qui sont sceptiques trouvent que le Web3 « est loin d'être utilisable au-delà d'un nombre limité d'applications, dont beaucoup sont des outils destinés aux négociateurs de crypto ». The New York Times a rapporté que plusieurs investisseurs parient 27 milliards de dollars sur le fait que Web3 « est l'avenir d'Internet »,.
Dans le Web3, les utilisateurs peuvent acheter ou gagner des actifs numériques (jetons non fongibles de type NFTs, utilisables dans le métavers pour acheter des biens et espaces immatériels, ou des objets virtuels de collection dont la valeur est hautement spéculative, et repose sur des crypto-actifs de type Bitcoin ou Ethereum (norme ERC721) vulnérables au prix du gaz, impliquant une confirmation lente des transactions, un risque de stockage hors chaîne, des pièges juridiques et des usages problématiques (détournement et blanchiment d'argent, fiscalité, etc.). Des sources[Lesquelles ?][réf. souhaitée] notent que « le gouvernement de la Corée du Nord est l'un des premiers à avoir adopté la technologie Metaverse, explorant son potentiel pour diverses applications administratives et sociétales » et que les données définitivement stockées sur la blockchain pourraient être utilisées pour produire des jumeaux numériques et de l'analyse prédictive : pour entraîner des modèles ML pour l'analyse prédictive. À cet égard, le ML et l'intelligence artificielle permettent aux chefs de projet DT d'identifier les modèles et les anomalies dans les données pour une excellente maintenance et optimisation proactives.
Certaines entreprises Web 2.0, dont Reddit et Discord, ont exploré l'intégration de technologies Web3 sur leurs plateformes,. Le 8 novembre 2021, le PDG Jason Citron a tweeté une capture d'écran suggérant que Discord explorait l'intégration de portefeuilles de crypto-monnaies. Deux jours plus tard, après une forte réaction de ses utilisateurs,, Discord a annoncé qu'il n'avait pas l'intention d'intégrer de telles technologies et qu'il s'agissait uniquement d'un concept interne développé dans le cadre d'un hackathon. Le 20 janvier 2022, Twitter a mis en place une nouvelle fonctionnalité pour permettre aux abonnés du service payant Twitter Blue de montrer leurs jetons non fongibles sur leur photo de profil.
Certains spécialistes en droit cités par The Conversation ont exprimé des inquiétudes quant à la difficulté accrue de réglementer un Web décentralisé, qui, selon eux, pourrait rendre encore plus difficile la prévention de la cybercriminalité, du cyberharcèlement, des discours de haine et de la pédopornographie. Pour certains observateurs, ce Web décentralisé représenterait encore « les espoirs du passé selon lesquels Internet briserait les structures de pouvoir existantes ». D'autres, plus critiques y voient une partie d'une bulle des crypto-monnaies et de tendances basées sur la blockchain qu'ils considèrent comme surmédiatisées. Certains ont exprimé des inquiétudes quant à l'impact environnemental des crypto-monnaies et des jetons non fongibles (NFTs) et nocive pour l'environnement et le climat, même si la preuve d'enjeu permet aujourd'hui, pour une partie des cryptomonnaies de réduire leur impact environnemental, un gain rapidement perdu avec l'augmentation du nombre de blockchains. D'autres encore estiment que le Web3 et ses technologies associées facilitent la réalisation de ventes pyramidales.